# Antonio Boto García
Antonio Boto García   (7 de març de 1954 - 24 de novembre de 2021) va ser un copilot de ral·li madrileny, conegut principalment per haver competit amb el bicampió mundial Carlos Sainz, amb qui va disputar tres temporades del Campionat d'Espanya de Ral·lis d'Asfalt, aconseguint el títol de 1987, així com per pendre part a tres proves del Campionat Mundial de Ral·lis. Va ser director esportiu d'Opel Espanya.

## Trajectòria
Boto comença a fer de copilot l'any 1976 amb José Manuel Hernández-Pedroche a bord d'un SEAT 1800. L'any 1978 ficha per l'equip Citroën i disputa el Ral·li RACE, puntuable pel Campionat d'Europa de Ral·lis, com a copilot de Ricardo Muñoz amb un Citroën GS, finalitzan en novena posició. Posteriorment també faria de copilot per Pablo de Sousa, José Antonio Zorrilla o Jaime Sanz. Finalment, l'any 1984 es converteix en copilot de Carlos Sainz, després que el copilot d'aquest fins aleshores, Juanjo Lacalle, decidí deixar de competir arran d'un fort accident.
La temporada 1984, la primera junt a Sainz, guanya el Campionat de Ral·lis de Castella amb un Renault 5 Turbo, realitzant també diverses proves del Campionat d'Espanya de Ral·lis d'Asfalt i esdevenint Sainz pilot oficial de Renault a finals de temporada. La temporada 1985, la primera com a equip oficial Renault, acabarien subcampions del Campionat d'Espanya per darrere de Salvador Servià, un resultat que es repetiria a la temporada següent 1986.
L'any 1987 Sainz i Boto deixen Renault i fitxen per Ford, amb el que disputen el Campionat d'Espanya amb un Ford Sierra Cosworth i obtenen finalment la victòria al campionat. A més a més, al llarg de la temporada disputen tres proves del Campionat Mundial de Ral·lis: el Ral·li de Portugal on abandonen, el Tour de Còrsega on finalitzen setens i el RAC Ral·li on finalitzen vuitens. Un cop finalitzada la temporada 1987, Boto comunica a Sainz que abandona la competició per esdevenir el director esportiu d'Opel Espanya, amb el que és substituït com a copilot del madrileny per Luis Moya.
A partir de 2012 començà a disputar ral·lis de cotxes històrics amb un SEAT Panda, entre d'altres vehicles, pilotats per Joaquín Domenech.
Boto morí l'any 2021 després d'una llarga malaltia.